# Les Obsèques prodigieuses d'Abraham Radjec
Les Obsèques prodigieuses d'Abraham Radjec est le titre d'un roman de Frédérick Tristan, paru en 2000 aux éditions Fayard. 

## Résumé
Dans une ambiance yiddish d'Europe centrale, après la Shoah, des personnages hauts en couleur tentent de se reconstruire. Le récit est parsemé d'histoires juives qui en forment le charme prenant, caractéristique de cet « humour, autre face de la douleur »,.

## Réception critique
Pour la critique de L'Express, « ce livre détonnant, où le comique côtoie l'horreur de la Shoah, est écrit avec une telle empathie qu'on le dirait jailli d'une identité intrinsèquement juive, jusque dans l'utilisation du yiddish ».